# Любятино (Иссинский район)
Любятино — село Иссинского района Пензенской области, входит в состав Булычевского сельсовета.

## География
Расположено в верховьях реки Акшенас в 10 км на северо-восток от центра сельсовета села Булычево и в 25 км на северо-восток от районного центра посёлка Исса, близ границы с Республикой Мордовия.

## История
Поселена в конце XVII в. поручиком Петром Григорьевичем Любятинским, владевшим селом до 1719 г. В 1785 г. показано за Врасскими Петром (136 ревизских душ) и Василием (142 души) Александровичами. В 1796 г. построена каменная церковь во имя Преображения Господня. С 1780 г. в составе Инсарского уезда Пензенской губернии. При отмене крепостного права село показано за двумя помещиками: 1) Алекс. Ермолаевичем Волькенштейном, за ним 157 ревизских душ крестьян, 8 р.д. дворовых, 59 тягол (барщина), 39 крестьянских дворов на 59 десятинах усадебной земли, у общины 357 дес. пашни, 60 дес. сенокоса; 2) Надеждой Егоровной Волькенштейн, 209 р.д. крестьян, 20 р.д. дворовых, 84 тягла (барщина), у крестьянской общины 48 дворов на 52 дес. усадебной земли, 507 дес. пашни, 128 дес. сенокоса; за помещиками данных о земле не представлено. В 1911 г. село в составе Бутурлинской волости Инсарского уезда, три крестьянских общины, 171 двор, церковь, при ней школа, 4 ветряных мельницы, 3 лавки.
С 1928 года село являлось центром Любятинского сельсовета Иссинского района Пензенского округа Средне-Волжской области (с 1939 года — в составе Пензенской области). В 1939 г. – центральная усадьба колхоза имени 8 Марта (организован в 1930 г.), 142 двора. В 1955 г. — в составе Кисловского сельсовета с центром в с. Булычево, центральная усадьба колхоза имени Маленкова, позднее — в составе Булычевского сельсовета.

## Население
| 1785 | 1864 | 1911 | 1926 | 1930  | 1939 | 1959 |
| ---- | ---- | ---- | ---- | ----- | ---- | ---- |
| 556  | ↘362 | ↗986 | ↗990 | ↗1151 | ↘611 | ↘309 |
| 1979 | 1989 | 1996 | 2002 | 2010  |      |      |
| ↘169 | ↘91  | ↘51  | ↘31  | ↘8    |      |      |